# Il patriota
Il patriota (The Patriot) è un film storico del 2000 diretto da Roland Emmerich e interpretato da Mel Gibson e Heath Ledger.
Il film si svolge durante tutto il periodo della Guerra di indipendenza americana, narrando la storia di un eroe americano che, insieme a combattenti volontari, riesce a ribaltare le sorti del conflitto a favore delle colonie. Nel corso delle battaglie, vengono evidenziati tutti i temi che caratterizzeranno la storia statunitense: dagli schiavi di colore che combattono per essere liberati, all'efferatezza e crudeltà degli inglesi e degli stessi americani durante il conflitto.

## Trama
Carolina del Sud, 1776. Benjamin Martin, un colono americano rimasto vedovo, vive con i suoi sette figli in tranquillità, dopo aver combattuto la lunga guerra tra britannici e francesi per il controllo delle colonie nordamericane, durante la quale si è distinto come eroe di guerra. La prospettiva di una rivolta contro i britannici, agli albori della Guerra di indipendenza americana, non lo convince e si oppone, inutilmente, di fronte ai suoi concittadini davanti a tale eventualità.
Ma la guerra inizia e la sua preoccupazione è rivolta al figlio Gabriel, che si è arruolato nell'esercito continentale, il quale subisce diverse sconfitte sul campo a causa dell'inesperienza dei soldati. Gabriel tornato a casa ferito dopo una battaglia svoltasi nel campo di fronte alla proprietà di Benjamin, viene fatto prigioniero dallo spietato colonnello inglese William Tavington. Questi, inoltre, uccide l'altro figlio di Benjamin, Thomas, davanti agli occhi del padre. Benjamin si vede dunque costretto a riprendere le armi, schierandosi dalla parte degli Americani. Recluta allora dei volontari con i quali opera agguati e atti di guerriglia, guadagnandosi il soprannome di "Spettro": comprende infatti che affrontare gli Inglesi in campo aperto è penalizzante. Riesce così a cambiare gli equilibri della guerra nella Carolina del Sud per trattenere gli Inglesi a muoversi verso Washington nell'attesa di supporti militari che sono attesi dalla Francia. Durante i mesi trascorsi nell'esercito Gabriel sposa, dopo essersene innamorato, Anne Howard, vecchia conoscenza infantile e figlia di un amico e sostenitore di Benjamin.
Intanto, a causa dei grandi insuccessi riportati dai suoi uomini, il generale Charles Cornwallis autorizza il colonnello Tavington a utilizzare ogni metodo, anche se poco onorevole, per stanare Benjamin e gli altri volontari. Infatti, dopo pochi giorni, la casa dove si erano rifugiati i figli e la cognata di Martin viene data alle fiamme da un reparto comandato da Tavington, con conseguente assassinio dei badanti della casa. La famiglia di Benjamin viene trasferita in un luogo segreto al sicuro da altre incursioni inglesi.
Una tragica sorte tocca ad Anne e alla sua famiglia: su ordine di Tavington tutti gli abitanti del villaggio dove vivevano vengono chiusi in una chiesa, che viene poi data alle fiamme. Martin e gli altri arrivano tardi, quando ormai la chiesa è rasa al suolo. Gabriel, accecato dall'ira, si lancia all'inseguimento del colonnello insieme a un piccolo gruppo di volontari; riesce a ferirlo, ma viene ucciso durante lo scontro. Benjamin, addolorato dalla morte del figlio, perde la motivazione nel combattere e in un primo momento rinuncia a partire per la battaglia decisiva, ma cambia idea ricordando la determinazione e il coraggio del figlio perduto.
Nella battaglia finale (ispirata alla Battaglia di Cowpens) l'esercito britannico, in numero molto maggiore rispetto a quello americano, composto in parte anche da volontari, sembra inizialmente riuscire a tenere testa ai patrioti, ma dopo una finta ritirata strategica gli americani riprendono velocemente terreno tramite delle prolungate sparatorie. Sul campo Benjamin, per vendicare la morte dei suoi due figli, affronta Tavington e lo uccide. Durante la battaglia, per superbia, Cornwallis commette errori strategici importanti e viene duramente sconfitto grazie alla strenua resistenza delle truppe americane. Le truppe di Cornwallis ripiegano verso il nord dove vengono circondate dall'esercito del generale Washington. L'arrivo dei francesi pone fine alla guerra, vinta dagli americani.

## Produzione
Le riprese si sono svolte tra il 7 settembre 1999 e il 20 gennaio 2000 tra la Virginia e il South Carolina. Il film è uscito negli Usa e Canada il 27 giugno 2000 in anteprima e dal giorno dopo in ampia distribuzione. In Italia la pellicola è uscita il 25 agosto 2000.
Il budget è stato di 110.000.000 di dollari con incassi totali di oltre 215 milioni nel mondo, di cui 113.300.000 negli Usa.

## Incongruenze storiche
Nel film c'è un errore storico nella scena finale dell'ultima battaglia nell'accampamento americano, vicino all'ufficiale Villeneuve, si nota un tricolore francese ma durante la guerra d'indipendenza americana la Francia era sotto l'ancien regime che adottava la bandiera gigliata dei Borbone di Francia.
Nella realtà storica, al momento dei fatti mostrati nel film, il tenente generale inglese, lord Cornwallis era un uomo tra i 35 ed i 40 anni, non un ultra cinquantenne, come raffigurato nella pellicola.
Alcuni eventi, come l'inseguimento di Tarleton di Francis Marion e dei suoi commilitoni che fuggirono scomparendo nelle paludi della Carolina del Sud, erano vagamente basati sulla storia, e altri furono adattati, come la battaglia finale nel film che combinava elementi delle battaglie di Cowpens e della battaglia di Guilford Court House, la maggior parte degli eventi della trama nel film sono pura finzione.
L'aiuto francese è frutto del trattato di alleanza stipulato il 6 febbraio 1778 tra le colonie e la Francia medesima in seguito al quale un contingente militare viene inviato ben prima della decisiva battaglia di Yorktown del 19 ottobre 1781 in cui, nel film, si vedono giungere dal mare le navi dell'ammiraglio De Grasse per il tanto agognato aiuto. Cornwallis viene costretto alla resa sconfitto sul campo dalle forze franco-americane agli ordini di Rochambeau (5000 uomini) e Washington (6000) ricongiuntesi davanti a Yorktown prima della battaglia  e provenienti dal Rhode Island (i francesi) e da New York (gli americani) allorquando lo stesso Cornwallis poteva disporre di circa 8000 uomini. 

## Accoglienza
Su Rotten Tomatoes, The Patriot ha un indice di gradimento del 62% basato su 137 recensioni, con una valutazione media di 6,10/10. 
Su Metacritic, il film ha un punteggio medio ponderato di 63 su 100, basato su 35 critici, indicando "recensioni generalmente favorevoli".
The Patriot ha debuttato in 3.061 sale al 2° posto con 22.413.710 dollari negli Stati Uniti nel weekend di apertura, deludendo ancorché solo leggermente le aspettative. 

## Riconoscimenti
- 2001 - Premio Oscar
  - Candidatura per la migliore fotografia a Caleb Deschanel
  - Candidatura per il miglior sonoro a Kevin O'Connell, Greg P. Russell e Lee Orloff
  - Candidatura per la miglior colonna sonora originale a John Williams

## Colonna sonora
La colonna sonora del film è composta da 17 brani composti da John Williams:
1. The Patriot - 6:43
2. The Family Farm - 2:57
3. To Charleston - 2:10
4. The Colonial Cause - 3:07
5. Redcoats At The Farm And the Death Of Thomas - 4:48
6. Ann Recruits The Parishoners - 3:10
7. Preparing For Battle - 5:38
8. Ann And Gabriel - 4:23
9. The First Ambush And Remembering The Wilderness - 4:02
10. Tavington's Trap - 4:01
11. The Burning Plantation - 4:57
12. Facing The British Lines - 2:57
13. The parish Church Aflame - 2:55
14. Susan Speaks - 3:08
15. Martin Vs. Tavington - 3:07
16. Yorktown And The Return Home - 5:06
17. The Patriot Reprise - 7:51[2]